# Kupferbergwerk Neves-Corvo
Das Kupferbergwerk Neves-Corvo ist eines der bedeutendsten Kupfer-Bergwerke Europas. Die Lagerstätte gehört zum Pyritgürtel der südiberischen Halbinsel und wurde erst 1977 entdeckt. Endprodukte sind fünfundzwanzigprozentiges Kupferkonzentrat und fünfzigprozentiges Zinkkonzentrat.

## Geographische Lage
Neves-Corvo liegt etwa 100 km nördlich von Faro, im Süden des Distrikts Beja, zwischen den Orten Neves da Graça und A do Corvo. Das Bergwerk ist über die Nebenbahnstrecke Ramal de Neves Corvo an das portugiesische Eisenbahnnetz angeschlossen.

## Geologie
Die Lagerstätte von Neves-Corvo gehört zum Typ der vulkanogenen Massivsulfidlagerstätten (VMS). Die Lagerstätte verfügt über sichere und wahrscheinliche Reserven von 27,7 Mio. Tonnen Kupfererz mit Gehalten von durchschnittlich 3,0 % Cu, 0,9 % Zn, 0,3 % Pb, 44 g/t Ag sowie 23,1 Mio. t. Zinkerz mit durchschnittlichen Gehalten von 7,3 % Zn, 0,4 % Cu, 1,7 % Pb, 66 g/t Ag. Die Lagerstätte unterteilt sich in das Lombador- und das Semblana-Lager.

## Geschichte
Der Kupferabbau wurde im Jahre 1989 begonnen. Von 2006 bis November 2008 wurde Zinkerz verarbeitet. Die Zinkproduktion wurde wegen des rasanten Falls der Zinkpreise auf dem Weltmarkt eingestellt. Eine Wiederaufnahme war für 2011 geplant. Die Zinkaufbereitung wurde auf Kupfererz umgestellt.

### Unternehmen
Eigentümer des Bergwerks war bis 2004 die SOMINCOR-Sociedade Mineira de Neves Corvo, S.A., bis es an EuroZinc, ein Unternehmen der kanadisch-schwedischen Gruppe Lundin Mining, verkauft wurde. Lundin hält 100 % der Anteile.

### Bergwerk
Das Bergwerk wird über einen 700 m tiefen Schacht mit 5 m Durchmesser erschlossen. Der Santa-Barbara-Schacht ist an die 700-m-Sohle angeschlossen und hat eine Förderkapazität von 4,6 Millionen Jahrestonnen. Als zweiter Zugang dient eine Rampe.

#### Abbauverfahren

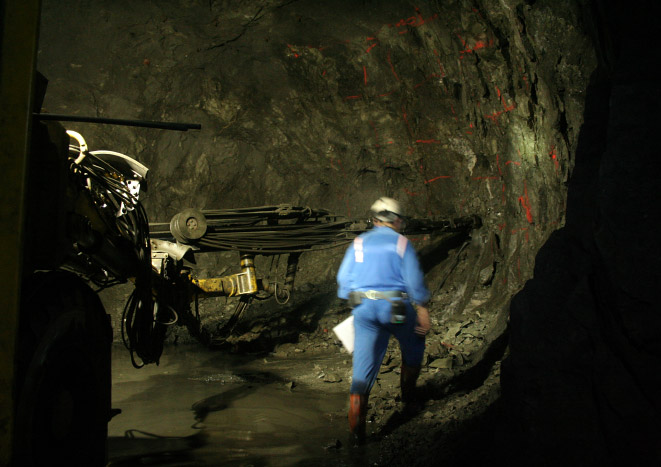
Bohr- und Sprengarbeiten.

Die angewendeten Abbauverfahren sind Strossenbau mit Versatz und Örterbau mit Versatz. Als Versatzmethode kommt Spülversatz bzw. selbsterhärtender Versatz zum Einsatz.

### Erkundungsprogramm
Neves-Corvo gilt als nicht ausreichend erkundet. Deshalb sollte im Jahr 2011 ein Erkundungsprogramm mit insgesamt 80.000 Bohrmetern gestartet werden. Das Bohrprogramm hat das Ziel, die Größe des Semblanalagers zu erkunden und weitere Vorräte im Lombadorlager nachzuweisen.

#### Konzeptstudie
Um die Lagerstätte optimal ausbeuten zu können, wurde eine Konzeptstudie durchgeführt, um beurteilen zu können, ob das kupferreiche Lager Semblana vor dem tiefer liegenden Zink- und Kupferlager Lombador abgebaut werden kann („Lombador Phase II“). Diese Studie vergleicht verschiedene Auffahrungsvarianten, einschließlich eines neuen Schachtes, Rampen und Förderberge, miteinander. Investitionen für das Jahr 2012 wurden zurückgestellt, bis das Ergebnis der Studie vorlag.

### Aufbereitung
Es existieren zwei Aufbereitungsanlagen: eine Kupferaufbereitung mit einer Kapazität von 2,5 Mio. Jahrestonnen und eine Zinkaufbereitung, mit einer Kapazität von einer Mio. Tonnen pro Jahr. Die Erze werden durch Brechen, Mahlen und Flotieren, Eindicken und Filtrieren aufbereitet. Der Aufbereitung nachgeschaltet sind Schlammteiche, die die Aufbereitungsrückstände klären (siehe Talsperre Cerro do Lobo). Das taube Gestein wird teilweise dem Versatz beigegeben.

#### Kupferaufbereitung
Stand 2011 wurde hauptsächlich reicheres Kupfererz verarbeitet, was Reservekapazität beließ, um bei steigenden Kupferpreisen auch ärmeres Erz aufzubereiten.

#### Zinkaufbereitung
Eine weitere Erweiterung der Zinkaufbereitung bis auf 2,5 Mio. Jahrestonnen, was einer Produktion von 150.000 t Zinkkonzentrat pro Jahr in der Spitze und einem Durchschnitt von 112.000 t entspricht, wurde in der Machbarkeitsstudie „Lombador Phase I“ erwogen, aber bis zum Abschluss der Konzeptstudie zurückgestellt.

### Produktionsziele 2011
Für 2011 war eine Jahresproduktion von 70.000 t Kupferkonzentrat und 4.500 t Zinkkonzentrat avisiert.